# Бирбом Три, Герберт
Сэр Герберт Бирбом Три (англ. Herbert Beerbohm Tree), настоящее имя Герберт Дрейпер Бирбом (англ. Herbert Draper Beerbohm; 17 декабря 1852 Кенсингтон — 1 июля 1917, Лондон) — английский актёр, режиссёр, театральный педагог и импресарио.

## Биография

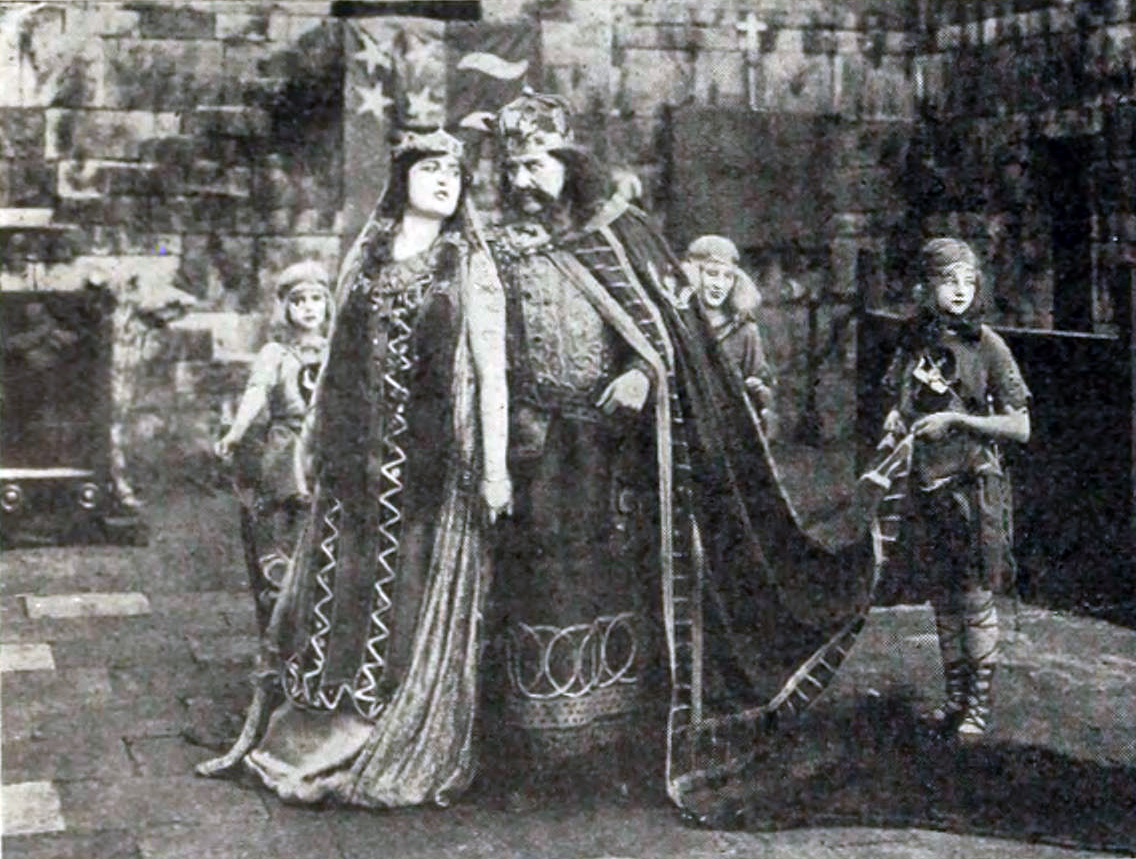
Кадр из фильма «Макбет» (1916). Герберт Три — Макбет, Констанс Колльер — леди Макбет.

Родился 17 декабря 1852 в Кенсингтоне (Лондон), получив при этом имя Герберт Дрэпер Бирбом. Отец Герберта — Джулиус Бирбом — имел литовско-немецкое происхождение. Мать — Констанция Дрэпер — была англичанкой. Младший сводный брат — Макс Бирбом — знаменитый карикатурист и пародист.
Учился в Германии. Выступал на сцене в 1876 года, поначалу — в составе любительских трупп. Работал в театре «Хеймаркет» (Лондон). Поставил 18 пьес Уильяма Шекспира. В этих постановках, изобиловавших внешними эффектами, звучал, как правило, не подлинный текст пьес, а его сокращенный или переписанный по требованию конкретного исполнителя вариант. Работал в кино: фильм «Король Джон» (1899), где Три исполнил заглавную роль (а также выступил одним из режиссёров), является наиболее ранней из дошедших до наших дней экранизаций Шекспира. В 1904 году основал в Лондоне школу драматического искусства, позднее преобразованную в Королевскую академию драматического искусства. Герберт Бирбом Три в качестве импресарио положил начало широкой известности театральной актрисы Минни Терри.
Сохранял творческую активность на протяжении многих лет. Последний фильм с его участием («Макбет», где Герберт Три исполнил главную роль) вышел на экраны за 13 месяцев до смерти актёра.

## Личная жизнь и семья
Герберт Три был известен своими многочисленными любовными связями. Из детей наиболее знамениты Айрис Три (англ. Iris Tree) (1897—1968) (актриса и поэтесса, дочь Герберта и его жены Хелен Мод Хольт (англ. Helen Maud Holt) (1863—1937)), а также внебрачный сын от Беатрис Мэй Пинней (англ. May Pinney) сэр Кэрол Рид. Внук Герберта Три — знаменитый актёр Оливер Рид (от сына Питера). Праправнучка Герберта Три — актриса Джорджина Моффат.